# جائزة كتارا للرواية العربية
جائزة كتارا للرواية العربية، هي جائزة سنوية أطلقتها المؤسسة العامة للحي الثقافي – كتارا في بداية العام 2014، وتقوم المؤسسة بإدارتها وتوفير الدعم والمساندة والإشراف عليها بصورة كاملة من خلال لجنة لإدارة الجائزة تم تعيينها لهذا الغرض.
وتهدف الجائزة إلى ترسيخ حضور الروايات العربية المتميزة عربياً وعالمياً، وإلى تشجيع وتقدير الروائيين العرب المبدعين لتحفيزهم للمضي قدماً نحو آفاق أرحب للإبداع والتميز، مما سيؤدي إلى رفع مستوى الاهتمام والإقبال على قراءة الرواية العربية وزيادة الوعي الثقافي المعرفي.
وتلتزم جائزة كتارا بالتمسك بقيم الاستقلالية، الشفافية والنزاهة خلال عملية اختيار المرشحين، كما تقوم بترجمة أعمال الفائزين إلى اللغة الإنجليزية والإسبانية والفرنسية، وتحويل الرواية الصالحة فنياً إلى عمل درامي مميز، ونشر وتسويق الروايات غير المنشورة، وتفتح الجائزة باب المنافسة أمام دور النشر والروائيين على حد سواء بما فيهم الروائيون الجدد الذين لم يتم نشر رواياتهم.

## شروط وآليات الترشُح
- الجائزة خاصة بالرواية فقط وبالتالي لا تقبل القصص القصيرة ولا المجموعات الشعرية وغيرها.
- الجائزة للأعمال المكتوبة بالعربية، ولا يسمح بمشاركة الروايات العربية المترجمة من لغة أخرى.
- لا تمنح الجائزة لعمل سبق له الفوز بجائزة عربية أو أجنبية، ويقدم الروائي أو دار النشر إقراراً يفيد بأن العمل المرشح ليس مقدماً لجائزة أخرى.
- يجب أن يكون الروائي صاحب العمل المرشح على قيد الحياة.
- لا يحق للروائي الترشح بأكثر من عمل واحد.
- ضرورة احترام حقوق الملكية الفكرية وقوانين ولوائح المطبوعات والنشر السارية المفعول في مكان نشر الرواية المرشحة.
- ترفع الروايات غير المنشورة مع المعلومات المسجلة أثناء تعبئة الاستمارة في موقع الجائزة الإلكتروني.

## لجنة التحكيم
تضم لجنة التحكيم أساتذة متعددي الاختصاصات من مثقفين ونقاد وفنانين، وتعمل هذه اللجان على قراءة ودراسة الروايات الواردة في سرية، وتطبق قواعد الترشيح المحددة من قبل لجنة إدارة الجائزة لاختيار عشرة فائزين، لا يحق لأي عضو في “لجان التحكيم” الترشُّح للجائزة إلا بعد مرور دورة واحدة
- اللجنة الأولى: مكونة من تسعة أعضاء مهمتها قراءة وفرز ثلاثين رواية من فئة الروايات المنشورة، وثلاثين أخرى من فئة الروايات الغير منشورة.
- اللجنة الثانية: فتتكون من خمسة أعضاء ومهمتها ترشيح عشر روايات من كل فئة.
- اللجنة الثالثة: عدد أعضائها ثلاثة تعمل على اختيار القائمة النهائية للفائزين واختيار خمسة فائزين من كل فئة.
- اللجنة الرابعة: وهي لجنة تحكيم العمل الدرامي وعدد أعضائها ثلاثة، ومهمة هذه اللجنة اختيار رواية من الروايات العشر الفائزة الصالحة فنياً للتحول إلى عمل درامي مميز.

## لجنة الجائزة
تقوم لجنة إدارة الجائزة بالإشراف على جميع إجراءات منح الجائزة وتتولى وضع النظام الداخلي للجائزة، وضع معايير الترشح للجائزة، شروط اختيار الفائزين، الإشراف على استقبال الروايات، إقرار استمارات الترشيح، الإشراف على تصميم الشعار الخاص بالجائزة، قبول أو رفض الترشيحات من خلال لجان تحكيم، اختيار الفائزين بالجائزة من بين المرشحين الذين تختارهم لجنة التحكيم، والإشراف على حفل توزيع الجوائز، وكذلك اختيار لجان التحكيم والتي ستضم ثلاث لجان لتحكيم الروايات ولجنة خاصة للتحكيم الدرامي. يشرف على الجائزة الأستاذ خالد عبد الرحيم السيد.

## الفائزون

### الدورة الأولى 2015
| عنوان الرواية | الكاتب/ـة          | المواطنة | سنة الولادة/الوفاة |
| ------------- | ------------------ | -------- | ------------------ |
| 366           | أمير تاج السر      | السودان  | 1960               |
| أداجيو        | إبراهيم عبد المجيد | مصر      | 1946               |
| جارية         | منيرة سوار         | البحرين  | 1975               |
| دوامة الرحيل  | ناصرة السعدون      | العراق   | 1946/ 2020         |
| مملكة الفراشة | واسيني الأعرج      | الجزائر  | 1954               |

| عنوان الرواية                                | الكاتب/ـة                  | المواطنة | سنة الولادة/الوفاة |
| -------------------------------------------- | -------------------------- | -------- | ------------------ |
| أفاعي النار حكاية العاشق علي بن محمود القصاد | جلال برجس                  | الأردن   | 1970               |
| امرأة في الظل                                | عبد الجليل الوزاني التهامي | المغرب   | 1961               |
| حبل قديم وعقدة مشدودة                        | سامح الجباس                | مصر      | 1974               |
| العرش والجدول                                | ميسلون هادي                | العراق   | 1954               |
| جينوم ـ مزامير الرحيل والعودة                | زكرياء أبو مارية           | المغرب   | 1968               |

### الدورة الثانية 2016
| عنوان الرواية        | الكاتب/ـة        | المواطنة | سنة الولادة/الوفاة |
| -------------------- | ---------------- | -------- | ------------------ |
| الأزبكية (رواية)     | ناصر عراق        | مصر      | 1961               |
| راكب الريح           | يحيى يخلف        | فلسطين   | 1944               |
| خمسون غراما من الجنة | إيمان حميدان     | لبنان    | 1956               |
| أرواح كليمنجارو      | إبراهيم نصر الله | الأردن   | 1954               |
| أولاد الغيتو         | إلياس خوري       | لبنان    | 1948               |

| عنوان الرواية        | الكاتب/ـة        | المواطنة | سنة الولادة/الوفاة |
| -------------------- | ---------------- | -------- | ------------------ |
| ظل الأميرة           | مصطفى الحمداوي   | المغرب   | 1969               |
| الألسنة الزرقاء      | الناصر سالمي     | الجزائر  | 1968               |
| جينات عائلة ميرو     | علي أحمد الرفاعي | السودان  | 1948               |
| ظلال جسد ضفاف الرغبة | سعد محمد رحيم    | العراق   | 1957-2018          |

### الدورة الثالثة 2017
| عنوان الرواية                        | الكاتب/ـة  | المواطنة | سنة الولادة/الوفاة |
| ------------------------------------ | ---------- | -------- | ------------------ |
| أربعون عاما في انتظار إيزابيل        | سعيد خطيبي | الجزائر  | 1984               |
| وطأة اليقين محنة السؤال وشهوة الخيال | هوشنك أوسي | سوريا    | 1976               |
| خاتون بغداد                          | شاكر نوري  | العراق   | 1959               |
| فستق عبيد                            | سميحة خريس | فلسطين   | 1956               |
| موت مختلف                            | محمد برادة | المغرب   | 1938               |

| عنوان الرواية      | الكاتب/ـة         | المواطنة | سنة الولادة/الوفاة |
| ------------------ | ----------------- | -------- | ------------------ |
| المخطوفة           | وارد بدر السالم   | العراق   | 1956               |
| وطن الجيب الخلفي   | منى الشيمي        | مصر      | 1968               |
| شجرة التفاح        | طه الحيرش         | المغرب   | 1977               |
| سفر أعمال المنسيين | عبد الوهاب عيساوي | الجزائر  | 1985               |
| شهد المقابر        | محمد المير غالب   | سوريا    | 1992               |
| وجوه لتمثال زائف   | حسين السكاف       | العراق   | 1960               |

### الدورة الرابعة 2018
| عنوان الرواية       | الكاتب/ـة         | المواطنة | سنة الولادة/الوفاة |
| ------------------- | ----------------- | -------- | ------------------ |
| جنة لم تسقط تفاحتها | ثورة حوامدة       | فلسطين   | 1990               |
| أنفاس صليحة         | عمر فضل الله      | السودان  | 1956               |
| باري أنشودة سَوْدان   | إبراهيم أحمد عيسى | مصر      |                    |
| لا ماء يرويها       | نجاة عبد الصمد    | سوريا    | 1967               |
| نزف الطائر الصغير   | قاسم توفيق        | الأردن   | 1954               |

| عنوان الرواية                        | الكاتب/ـة                | المواطنة | سنة الولادة/الوفاة |
| ------------------------------------ | ------------------------ | -------- | ------------------ |
| لون آخر للغروب                       | هيا صالح                 | الأردن   | 1977               |
| صهيل تائه                            | زكريا إبراهيم عبد الجواد | مصر      |                    |
| اللحية الأمريكية – معزوفة سقوط بغداد | عبد الكريم العبيدي       | العراق   | 1977               |
| وجوه مؤقتة                           | حسن بعيتي                | سوريا    | 1974               |
| هاجَر فلسطين، الكويت، وبعد            | ثائرة غازي               | الأردن   | 1992               |
|                                      |                          |          |                    |

| عنوان الرواية                                                                     | الكاتب/ـة                   | المواطنة  | سنة الولادة/الوفاة |
| --------------------------------------------------------------------------------- | --------------------------- | --------- | ------------------ |
| الاستعارة في الرواية مقاربة في الأنساق والوظائف (روايات أحلام مستغانمي نموذجا)    | عبد الرحيم وهابي            | المغرب    |                    |
| النزعة المأساويّة وتفاعليّة التركيب السردي مقاربة نقديّة في الرواية العربيّة المعاصرة | محمد محمود حسين محمد        | مصر       |                    |
| الرواية والبلاغة نحو مقاربة بلاغية موسعة للرواية العربية                          | محمد مشبال                  | المغرب    |                    |
| الرواية والتاريخ «حج الفِجار» لموسى ولد ابنو أنموذجا مقاربة للتناص                 | ولد متالي لمرابط أحمد محمدو | موريتانيا |                    |
| الرواية والتاريخ شعريّة التخييل وكتابة الذاكرة                                     | محمد بن الصادق كحلاوي       | تونس      |                    |

| عنوان الرواية    | الكاتب/ـة            | المواطنة | سنة الولادة/الوفاة |
| ---------------- | -------------------- | -------- | ------------------ |
| روزاليند         | حسن صبري             | مصر      |                    |
| أصدقاء ديمة      | سناء كامل أحمد شعلان | الأردن   |                    |
| قارب من يافا     | عاطف أبو سيف         | فلسطين   |                    |
| كوكب اللامعقول   | ماريا دعدوش          | سوريا    |                    |
| زائر من المستقبل | عماد دبوسي           | تونس     |                    |
| قصة-شمسة         | وئام بنت رضا غداس    | تونس     |                    |

### الدورة الخامسة 2019
| عنوان الرواية | الكاتب/ـة           | المواطنة       | سنة الولادة/الوفاة |
| ------------- | ------------------- | -------------- | ------------------ |
| لا تشبه ذاتها | ليلى الأطرش         | فلسطين/ الأردن | 1948               |
| وحي           | حبيب عبد الرب سروري | الأردن         | 1956               |
| رغوة سوداء    | حجي جابر            | إرتريا         | 1976               |
| أنا وحاييم    | الحبيب السائح       | الجزائر        | 1950               |
| الوزر المالح  | مجدي دعيبس          | الأردن         |                    |

| عنوان الرواية            | الكاتب/ـة                 | المواطنة | سنة الولادة/الوفاة |
| ------------------------ | ------------------------- | -------- | ------------------ |
| المخطوفة                 | وارد بدر السالم           | العراق   | 1956               |
| فِنْجَانُ قَهْوَةٍ وقطعة كرواسون | الناصر سالمي              | الجزائر  | 1968               |
| حدث على أبواب المحروسة   | عبد المؤمن أحمد عبد العال | مصر      | 1974               |
| حياةٌ بالأبيض والأسود     | عائشة عمور                | المغرب   |                    |
| كومة قشّ                  | وفاء علوش                 | سوريا    |                    |

| فئة الرواية القطرية                  |
| ------------------------------------ |
| مَيْهُود والجنِّيَّة عن أحمد جعفر عبد الملك |

### الدورة السادسة 2020
| عنوان الرواية              | الكاتب/ـة        | المواطنة    | سنة الولادة/الوفاة |
| -------------------------- | ---------------- | ----------- | ------------------ |
| الرديف                     | محمد المخزنجي    | مصر         | 1950               |
| وادي الحطب                 | الشيخ أحمد البان | موريتانيا   |                    |
| ميلانين                    | فتحية دبش        | تونس/ فرنسا | 1969               |
| غبار 1918                  | فاتن المر        | لبنان       | 1969               |
| دبابة تحت شجرة عيد الميلاد | إبراهيم نصر الله | الأردن      | 1954               |

| عنوان الرواية                | الكاتب/ـة       | المواطنة | سنة الولادة/الوفاة |
| ---------------------------- | --------------- | -------- | ------------------ |
| مرسيدس سوداء لا تخطئها عين   | غازي حسين العلي | سوريا    | 1958               |
| الناطور                      | الأزهر زناد     | تونس     |                    |
| حدث في الإسكندرية            | سالم محمود سالم | مصر      | 1962               |
| عذراء غرناطة: حب بين مدينتين | سعيد العلام     | المغرب   |                    |
| نصف إنسان                    | نجيب نصر        | اليمن    |                    |

| فئة الرواية القطرية                   |
| ------------------------------------- |
| مدينة وثيقة عشق عن عبد الرحيم الصديقي |

### الدورة السابعة 2021
| عنوان الرواية               | الكاتب/ة          | المواطنة | سنة الولادة/ الوفاة |
| --------------------------- | ----------------- | -------- | ------------------- |
| الاشتياق إلى الجارة         | الحبيب السالمي    | تونس     | 1951/               |
| ورثة آل الشيخ               | أحمد القرملاوي    | مصر      | 1978/               |
| ساعات الكسل - يوميات اللجوء | فجر يعقوب         | فلسطين   | 1963/               |
| الهجانة                     | أيمن رجب طاهر     | مصر      |                     |
| مدن الضجر                   | نادر منهل حاج عمر | فلسطين   |                     |

| عنوان الرواية            | الكاتب/ة             | المواطنة | سنة الولادة/ الوفاة |
| ------------------------ | -------------------- | -------- | ------------------- |
| هذيان الأمكنة            | اعتدال نجيب الشوفي   | سوريا    |                     |
| سَكرَة: مزامير الدَم        | غِيد آل غرب           | العراق   |                     |
| أحلاّس، ذاكرة أليمة المدى | يونس أوعلي           | المغرب   |                     |
| البلاد قش ملتهب          | محمد عبد الله الهادي | مصر      |                     |
| القرداش                  | وليد بن أحمد         | تونس     |                     |

| عنوان الرواية                                                     | الكاتب/ة          | المواطنة | سنة الولادة/ الوفاة |
| ----------------------------------------------------------------- | ----------------- | -------- | ------------------- |
| الإنابة السردية: دراسة تأسيسية                                    | أحمد عادل القضابي | مصر      |                     |
| المعمار التشكيلي في المنجز الروائي العربي السد والشحاذ نموذجا     | رضا جوادي         | تونس     |                     |
| سلطة التلفظ في الخطاب الروائي العربي المعاصر                      | محمد الداهي       | المغرب   |                     |
| ضد الرواية: جغرافيا النصوص الأدبية                                | ممدوح فراج النابي | مصر      |                     |
| مرايا التمدين والتهجين في الرواية العربية الجديدة (المغرب… مِثالا) | يحيى بن الوليد    | المغرب   |                     |

| ذاكرتي مكان للروائية شمة شاهين الكواري |

### الدورة الثامنة 2022
| عنوان الرواية            | الكاتب/ة       | المواطنة | سنة الولادة/ الوفاة |
| ------------------------ | -------------- | -------- | ------------------- |
| دلشاد: سيرة الجوع والشبع | بشرى خلفان     | عُمان     |                     |
| عناق الأفاعي             | عزالدين جلاوجي | الجزائر  |                     |
| أحلام متقاطعة            | نبيهة العيسى   | تونس     |                     |

| عنوان الرواية | الكاتب/ة           | المواطنة | سنة الولادة/ الوفاة |
| ------------- | ------------------ | -------- | ------------------- |
| البرج         | نور الدين الهاشمي  | سوريا    |                     |
| بحر وحنين     | عبد القادر مغوي    | السودان  |                     |
| أرامل السكر   | ملك اليمامة القاري | سوريا    |                     |

| عنوان الرواية              | الكاتب/ة          | المواطنة | سنة الولادة/ الوفاة |
| -------------------------- | ----------------- | -------- | ------------------- |
| الرحلة العجيبة إلى الحمراء | عبد اللطيف النيلة | المغرب   |                     |
| المدن المخفية              | عماد دبوسي        | تونس     |                     |
| حروب صغيرة                 | محمد عاشور هاشم   | مصر      |                     |

| دخان... مذكّرات دبلوماسي سابق - أحمد عبد الملك |

| عنوان الرواية                                           | الكاتب/ة        | المواطنة | سنة الولادة/ الوفاة |
| ------------------------------------------------------- | --------------- | -------- | ------------------- |
| السرديات التطبيقية.. قراءات في سردية الرواية العربية    | سعيد يقطين      | المغرب   |                     |
| السرديات من النظرية البنيوية إلى المقاربة الثقافية      | سعيد الفلاق     | المغرب   |                     |
| النص المركب: دراسة في أنساق النص الروائي العربي المعاصر | عبد المجيد نوسي | المغرب   |                     |

### الدورة التاسعة 2023[13]
| عنوان الرواية            | الكاتب/ة      | المواطنة | سنة الولادة/ الوفاة |
| ------------------------ | ------------- | -------- | ------------------- |
| الجمعية السرية للمواطنين | أشرف العشماوي | مصر      |                     |
| أنت تشرق أنت تضيء        | رشا عدلي      | مصر      |                     |
| الحرب                    | محمد اليحيائي | عُمان     |                     |

| عنوان الرواية                               | الكاتب/ة          | المواطنة | سنة الولادة/ الوفاة |
| ------------------------------------------- | ----------------- | -------- | ------------------- |
| كومَالَا ابْنُ النَّارِ.. وَرِحْلَتُهُ فِي مَمَالِكِ الجبَّارِين | رامي رأفت         | مصر      |                     |
| مدينة يسكنها الجنون                         | محمد تركي الدعفيس | سوريا    |                     |
| البروفات الأخيرة                            | مصطفى بوري        | الجزائر  |                     |

| عنوان الرواية              | الكاتب/ة         | المواطنة | سنة الولادة/ الوفاة |
| -------------------------- | ---------------- | -------- | ------------------- |
| بائع المناديل              | أحمد طوسون       | مصر      |                     |
| الرحلة العجيبة أبناء القمر | عبد المجيد زراقط | لبنان    |                     |
| الحْريِّش                     | فريد الخمال      | المغرب   |                     |

| سميدرا - عبد الرحمن بن سالم الكواري |

| عنوان الرواية                                                | الكاتب/ة           | المواطنة | سنة الولادة/ الوفاة |
| ------------------------------------------------------------ | ------------------ | -------- | ------------------- |
| في ثَقافةِ الرّوايةِ العَربيّةِ المُعاصِرةِ                            | سعيد بن لحسن أوعبو | المغرب   |                     |
| بلاغة النص الروائي المعاصر                                   | محمد زيدان         | مصر      |                     |
| هُويّات تتصالح، تقاطعية النوع والعرق في السيرة الذاتية النسوية | نهلة راحيل         | مصر      |                     |

### الدورة العاشرة 2024[14][15]
| عنوان الرواية          | الكاتب/ة   | المواطنة | سنة الولادة/ الوفاة |
| ---------------------- | ---------- | -------- | ------------------- |
| ميكروفون كاتم صوت      | محمد طرزي  | لبنان    |                     |
| سبع رسائل إلى أم كلثوم | علاء حليحل | فلسطين   |                     |
| بيادق ونيشان           | يوسف حسين  | مصر      |                     |

| عنوان الرواية          | الكاتب/ة     | المواطنة | سنة الولادة/ الوفاة |
| ---------------------- | ------------ | -------- | ------------------- |
| ع ب ث                  | ياسين كني    | المغرب   |                     |
| إل كامينو دي لا مويرتي | قويدر ميموني | الجزائر  |                     |
| حائط الفضيحة           | ليزا خضر     | سوريا    |                     |

فئة الروايات التاريخية غير المنشورة
| عنوان الرواية | الكاتب/ة   | المواطنة | سنة الولادة/ الوفاة |
| ------------- | ---------- | -------- | ------------------- |
| ثورة الزنج    | ضياء جبيلي | العراق   |                     |

| عنوان الرواية         | الكاتب/ة             | المواطنة | سنة الولادة/ الوفاة |
| --------------------- | -------------------- | -------- | ------------------- |
| أنا أدعى ليبرا        | أبو بكر حمادي        | الجزائر  |                     |
| أرض البرتقال والزيتون | علاء الجابر          | العراق   |                     |
| بيت ريما              | شيماء علي جمال الدين | مصر      |                     |

فئة الدراسات والبحوث النقدية
| عنوان الرواية                              | الكاتب/ة       | المواطنة | سنة الولادة/ الوفاة |
| ------------------------------------------ | -------------- | -------- | ------------------- |
| الرواية مسرحا لجدل الهُويَّات وإعادة انبنائها | هاشم ميرغني    | السودان  |                     |
| تخييل الهوية في الرواية العربية            | بوشعيب الساوري | المغرب   |                     |
| الفكر الروائي                              | بلقاسم عيساني  | الجزائر  |                     |

| عنوان الرواية | الكاتب/ة         |
| فريج بن درهم  | كلثم جبر الكواري |